# Magaozhuang (sockenhuvudort i Kina, Ningxia Huizu Zizhiqu, lat 36,87, long 106,44)
Magaozhuang (kinesiska: 马高庄乡) är en sockenhuvudort i Kina. Den ligger i den autonoma regionen Ningxia, i den nordvästra delen av landet, omkring 180 kilometer söder om regionhuvudstaden Yinchuan. Antalet invånare är 13 853. Befolkningen består av 6 868 kvinnor och 6 985 män. Barn under 15 år utgör 29,0 %, vuxna 15-64 år 63 %, och äldre över 65 år 6,0 %.
Runt Magaozhuang är det ganska tätbefolkat, med 52 invånare per kvadratkilometer. Det finns inga andra samhällen i närheten. Trakten runt Magaozhuang består i huvudsak av gräsmarker.
Genomsnittlig årsnederbörd är 560 millimeter. Den regnigaste månaden är september, med i genomsnitt 116 mm nederbörd, och den torraste är december, med 1 mm nederbörd.